# José Barreiro
José Barreiro – piłkarz argentyński, początkowo napastnik, potem pomocnik. Później trener.
Barreiro karierę piłkarską rozpoczął w 1941 roku w drugoligowym wtedy klubie Chacarita Juniors, który akurat wtedy awansował do pierwszej ligi. W Chacarita Juniors grał do 1943 roku, po czym w 1944 roku przeszedł do klubu Racing Club de Avellaneda. W Racingu grał do 1945 roku, po czym w 1946 roku wrócił do Chacarita Juniors, gdzie występował do 1947 roku. W 1948 roku został graczem klubu Estudiantes La Plata.
W Estudiantes Barreiro grał do 1952 roku, po czym na koniec piłkarskiej kariery wrócił do Chacarita Juniors, gdzie grał w latach 1953–1956. W lidze argentyńskiej rozegrał łącznie 289 meczów i zdobył 75 bramek. Po zakończeniu kariery piłkarskiej został trenerem.
Barreiro wraz z José Della Torre i Victorio Spinetto tworzyli trójkę trenerską, która kierowała reprezentacją Argentyny podczas turnieju Copa América 1959. Szefem trenerskiej trójki został ostatecznie Spinetto.
Prowadzony przez trenerską trójkę zespół zdobył mistrzostwo Ameryki Południowej, odnosząc 5 zwycięstw (6:1 z Chile, 2:0 z Boliwią, 3:1 z Peru, 3:1 z Paragwajem i 4:1 z Urugwajem) oraz raz remisując (1:1 z Brazylią). Argentyna zdobyła 19 bramek i straciła 5 bramek.
W 1959 roku Barreiro doprowadził klub San Lorenzo de Almagro do tytułu mistrza Argentyny. W klubie San Lorenzo pracował w latach 1957–1960, 1963–1964 i 1966–1967 – łącznie kierował drużyną w 221 meczach.